# Centrochelys sulcata
Centrochelys sulcata е вид костенурка от семейство Сухоземни костенурки (Testudinidae). Видът е уязвим и сериозно застрашен от изчезване.

## Разпространение и местообитание
Разпространен е в Египет, Еритрея, Етиопия, Мавритания, Мали, Нигерия, Сенегал, Чад и Южен Судан.
Обитава пустинни области, места със суха почва, ливади, дюни и савани.

## Описание
Продължителността им на живот е около 54,3 години.